# Tadjou Salou
Tadjou Salou (Lomé, 24 dicembre 1974 – 2 aprile 2007) è stato un calciatore togolese, di ruolo difensore.

## Carriera

### Nazionale
Nel 2000 ha partecipato alla Coppa d'Africa.

## Palmarès

### Club

#### Competizioni nazionali
- Campionato tunisino: 1

Club Africain: 1995-1996
- Campionato svizzero: 1

Servette: 1998-1999
- Campionato togolese: 1

Douanes Lomé: 2005